# Szávainé Demény Magda
Szávainé Demény Magda, született Demény Erzsébet Magdolna (Pécs, 1909. július 9. – Budapest, 1976. április 5.) zenepedagógus, zongoraművész, főiskolai tanár.

## Élete
Demény Móric (1876–1921) kereskedő és Deutsch Margit (1884–?) gyermekeként született zsidó családban. Tanulmányait előbb a Fodor Zeneiskolában, majd a budapesti Zeneművészeti Főiskola zongoratanszakán végezte, ahol 1932-ben nyert tanári oklevelet. Tanárai Berg Lili és Székely Arnold voltak. Ezt követően két évig a moszkvai konzervatóriumban tanult. 1945-ig nem kapott tanári állást, magánórákat adott, illetve hangversenyeken lépett fel. A második világháború után a Fővárosi Zeneiskola Szervezetnél tanított. 1949-től haláláig a Magyar Zeneművészek Szövetségének alapítója és ügyvezető titkára volt. Az 1956-os és 1958-as Bartók, az 1959-ben rendezett Haydn-fesztivál egyik szervezője, a Budapesti Zenei Hetek egyik kezdeményezője volt. Közben megszakítás nélkül tanított zongorát a zeneiskolában. Részt vett az ENSZ Nemzetközi Zenei Tanácsainak ülésein. 1965-ben ő hozta létre a Fédération Internationale des Jeunesses Musicales, a muzsikáló fiatalok nemzetközi szövetségének magyarországi szekcióját, amelynek főtitkára és egy ideig a nemzetközi elnökség tagja volt. Két évvel később Pécsett tábort szervezett a szövetség tagjaként, amely során 21 országból 125 zeneszerető fiatal érkezett Magyarországra. Az 1968/69-es évadban a nemzetközi szervezet elnöki tisztségét töltötte be, s ezzel ő volt a szervezet első szocialista országból érkező vezetője. 1969-ben szervezőként vett részt a Jeunesses Musicales Budapesten tartott világkongresszusán. Veszprémi Lilivel közösen szerkesztette 1955 és 1958 között a Muzsikáljunk együtt és a Régi magyar négykezesek című sorozatot. Cikkei Szávai Magda néven jelentek meg a Zenepedagógia, az Új Zenei Szemle, a Muzsika és a Parlando című folyóiratokban. Gyógyíthatatlan betegsége miatt öngyilkos lett.
Férje Szávai Nándor irodalomtörténész, műfordító, oktatásügyi államtitkár volt, akivel 1932. november 23-án Budapesten kötött házasságot. Fia Szávai János irodalomtörténész, kritikus, műfordító, egyetemi tanár.
A Farkasréti temetőben helyezték végső nyugalomra.

## Művei
- Zongoraoktatásunk története (Veszprémi Lilivel, Budapest, 1976)

## Díjai, elismerései
- Munka Érdemérem
- Munka Érdemrend ezüst fokozata
- Munka Érdemrend arany fokozata (1974)